# Jewgienij Cziwilichin
Jewgienij Cziwilichin (ros. Евгений Чивилихин, ur. 17 marca 1950, zm. 7 lutego 2008 w Moskwie) – rosyjski biznesmen, prezes Moskiewskiego Związku Targowisk i Kompleksów Handlowych.
Ukończył z wyróżnieniem wojskową akademię obrony przeciwchemicznej; pracował w przemyśle obronnym, w 1983 uzyskał stopień kandydata nauk technicznych. Od 1988 zajął się interesami; od 1998 r. był prezesem Moskiewskiego Związku Targowisk i Kompleksów Handlowych. W 1999 roku kandydował do Dumy, nie uzyskał jednak mandatu. Był też doktorem nauk ekonomicznych, współautorem podręcznika "Technologia biznesu".
W 2006 doszło do zamachu bombowego na jego życie, z którego wyszedł bez szwanku. Sprawców nie ujęto. Zginął 7 lutego 2008 na skutek postrzału w głowę. Do zajścia doszło przed wejściem do jego domu w centralnej części Moskwy. Sprawcą był niezidentyfikowany mężczyzna. Według informacji podanych przez  RIA Nowosti, milicja sądzi iż morderstwo zostało zlecone i miało prawdopodobnie związek z prowadzoną przez Cziwilichina działalnością zawodową. 
Jewgienij Cziwilichin był przyrodnim bratem pisarza Władimira Cziwilichina. 